# Boarmia penthearia
Boarmia penthearia är en fjärilsart som beskrevs av Achille Guenée 1858. Boarmia penthearia ingår i släktet Boarmia och familjen mätare. Inga underarter finns listade i Catalogue of Life.